# اوبینی (سوم)
اوبینی (به فرانسوی: Aubigny) یک کمون در فرانسه است که در سم (فرانسه) واقع شده‌است. اوبینی ۹٫۷۵ کیلومتر مربع مساحت دارد ۳۴ متر بالاتر از سطح دریا واقع شده‌است.